# 1989年北印度洋氣旋季
1989年北印度洋氣旋季泛指在1990年全年內的任何時間，於北印度洋水域所產生的熱帶氣旋。雖然有關方面並沒有設下本颱風季的指定期限，但大部份北印度洋的熱帶氣旋通常都會於四月至十二月期間形成。
本條目的範圍僅侷限於北印度洋水域。在北印度洋產生的氣旋風暴是由隸屬於印度地球科學部的印度氣象局新德里颱風中心命名，而在該地區的熱帶低氣壓的編號都以 A/B 字母作結。
在香港天文台的天氣圖上也包括東北印度洋地區，若有熱帶氣旋形成，則採用世界氣象組織級別法，最高強度都稱之為「颱風」，所有風暴都是無命名的。
（以下各氣旋風暴資訊以氣旋風暴存在期間的最強形態為名稱。）

## 熱帶氣旋

### 超級氣旋風暴蓋伊
11月4日, 颱風蓋伊進入北印度洋，因此改由印度氣象局發報。11月10日, 蓋伊於馬哈拉施特拉邦完全消散。

## 其他熱帶氣旋
除了被印度氣象部門升格的熱帶氣旋外，還有一些沒被命名的低氣壓和被聯合颱風警報中心認為是氣旋風暴的熱帶氣旋。以下列出那些熱帶氣旋的資料。

## 內部連結
- 1989年太平洋颱風季
- 1989年太平洋颶風季
- 1989年大西洋颶風季
- 1988－1989年西南印度洋熱帶氣旋季
- 1988－1989年澳洲地區熱帶氣旋季
- 1988－1989年南太平洋熱帶氣旋季
- 1989－1990年西南印度洋熱帶氣旋季
- 1989－1990年澳洲地區熱帶氣旋季
- 1989－1990年南太平洋熱帶氣旋季

## 外部連結
- 印度氣象局
- 聯合颱風警報中心（页面存档备份，存于）